# Tigre et Dragon
Vous lisez un « bon article » labellisé en 2012.
Série
Tigre et Dragon 2
(2016)
Pour plus de détails, voir Fiche technique et Distribution.
Tigre et Dragon (臥虎藏龍, Wò Hǔ Cáng Lóng, litt. « Tigre accroupi, dragon caché ») est un film d'arts martiaux (Wu xia pian) réalisé par Ang Lee et sorti en 2000. C'est une adaptation cinématographique du quatrième livre d'un roman de Wang Dulu, paru dans les années 1940 en Chine et à Hong Kong. Le film, avec Chow Yun-fat, Michelle Yeoh et Zhang Ziyi dans les rôles principaux, narre l'histoire de deux amis de longue date, déchirés entre leur devoir et la passion secrète qu'ils éprouvent l'un pour l'autre, qui cherchent à ramener dans le droit chemin une jeune fille noble qui a dérobé une épée légendaire pour tenter d'échapper à la vie ennuyeuse qui l'attend.
Le film est une coproduction internationale entre la Chine, Taïwan, Hong Kong et les États-Unis. Son tournage, qui s'est entièrement déroulé en Chine, a été long et difficile. Il a connu, grâce à ses scènes de combats spectaculaires chorégraphiées par Yuen Woo-ping et à son intrigue mélodramatique qui dépasse le simple cadre du film d'arts martiaux, un grand succès commercial et critique. Il a remporté de nombreuses récompenses, dont quatre Oscars, quatre BAFTA Awards et deux Golden Globes, et a relancé l'intérêt pour le genre cinématographique du wuxiapian.

## Synopsis

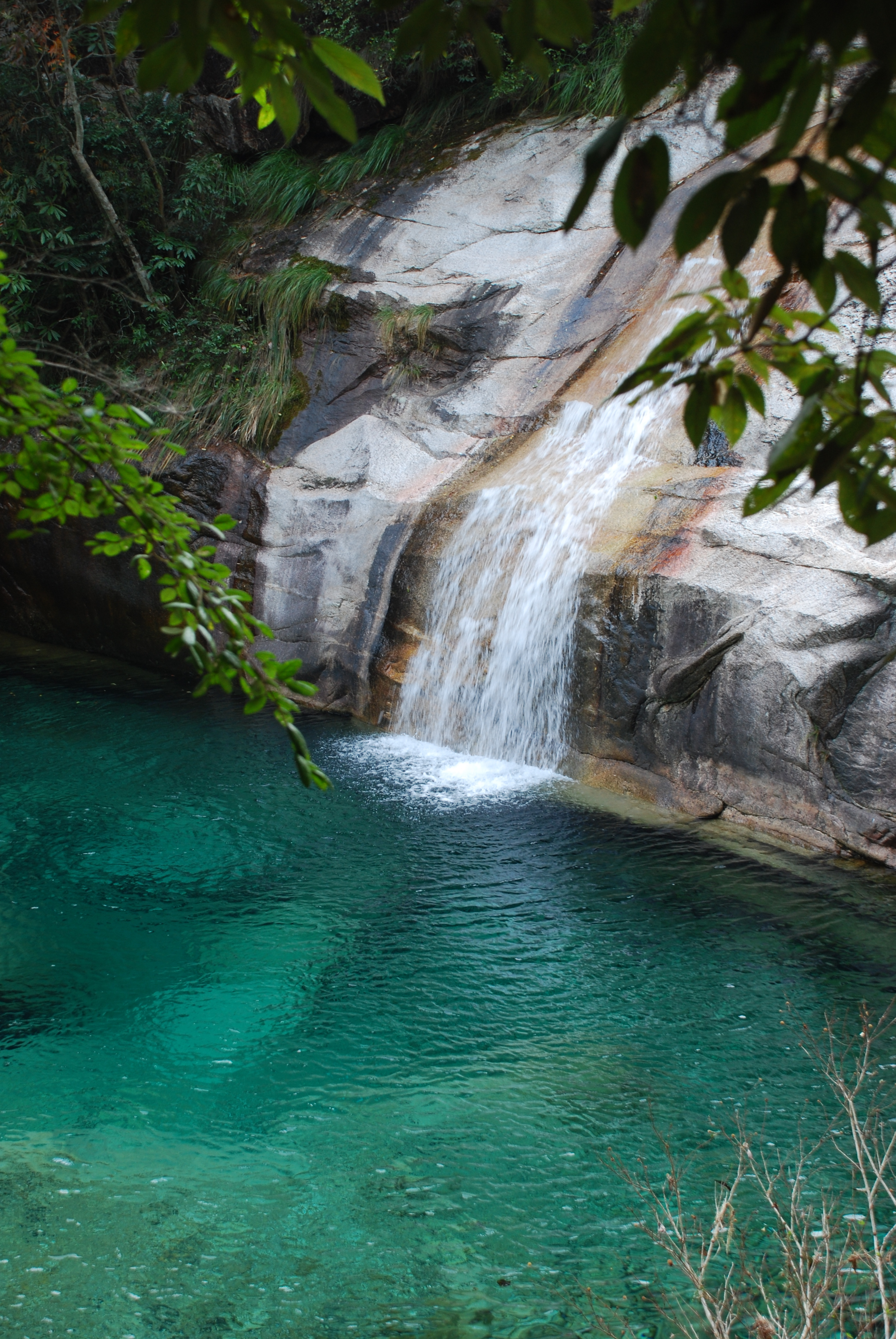
Les chutes de Fecui Gu, dans les monts Huang, du haut desquelles plonge Jiao Long pour récupérer l'épée « Destinée » dans le film.

Dans la Chine du début du XVIIIe siècle, Li Mu Bai est un virtuose des arts martiaux. Las des combats, il décide de confier « Destinée », son épée légendaire, à Shu Lien, une amie de longue date avec qui il a vécu de nombreuses aventures et à qui il n'ose pas avouer son amour. Celle-ci doit remettre la fameuse épée au seigneur Te, à la résidence duquel elle fait la connaissance de Jiao Long (Jen), la fille du gouverneur Yu, qui a été promise à un homme qu'elle n'aime pas et ferait tout pour mener une vie aussi libre que Shu Lien. Mais une fois la nuit tombée, un habile voleur parvient à dérober l'épée malgré tous les efforts de Shu Lien pour l'arrêter. Shu Lien et Li Mu Bai, qui a appris que Jade la Hyène, meurtrière de son maître, se trouve à Pékin, tentent de retrouver l'épée. Shu Lien soupçonne que le voleur n'est autre que Jiao Long et confirme ses doutes en testant les capacités de la jeune femme.
Jade la Hyène est également poursuivie par l'inspecteur Tsai, dont elle a tué l'épouse, et sa fille May. Tsai et May reçoivent l'aide de Bo, qui travaille pour le seigneur Te, et tous trois combattent Jade la Hyène. Sur le point d'être vaincus, ils sont sauvés par l'intervention de Li Mu Bai, qui s'apprête à tuer Jade la Hyène quand elle-même est sauvée à son tour par l'arrivée de son élève, lequel n'est autre que le voleur de l'épée « Destinée ». Li Mu Bai lui propose de le prendre comme élève mais le mystérieux voleur refuse avant de s'enfuir avec Jade la Hyène, qui tue l'inspecteur Tsai. Jade la Hyène a ensuite une explication orageuse avec son élève, qui se révèle être effectivement Jiao Long, car elle a vu lors de son combat avec Li Mu Bai que celle-ci la surpassait désormais.
Jiao Long reçoit ensuite la visite nocturne du bandit de grand chemin Nuage Noir (Lo), un long flashback retraçant comment elle l'a connu dans le désert et comment ils sont devenus amants. Lors de ce flashback, Nuage Noir conte à Jiao Long la légende d'un homme ayant sauté du haut d'une montagne pour que son vœu se réalise. De retour dans le présent du récit, Nuage Noir cherche à persuader Jiao Long de s'enfuir avec lui mais elle refuse. Plus tard, le brigand interrompt néanmoins la cérémonie de mariage mais Li Mu Bai et Shu Lien le persuadent de se réfugier au monastère de Wudang.
Peu après, Jiao Long s'enfuit après avoir à nouveau dérobé l'épée « Destinée », et Li Mu Bai et Shu Lien se lancent sur ses traces. Jiao Long se lance dans un combat dévastateur contre tous les clients d'une auberge, puis rend visite à Shu Lien. La discussion entre les deux femmes tourne à la dispute et elles s'affrontent en duel. Grâce à la qualité exceptionnelle de son épée, Jiao Long tient longtemps Shu Lien en échec avant de la blesser et de s'enfuir. Li Mu Bai la poursuit et la combat dans une forêt de bambous. Vaincue, Jiao Long refuse de reconnaître sa défaite et de devenir l'élève de Li Mu Bai. Celui-ci jette alors l'épée « Destinée » du haut d'une chute d'eau et Jiao Long plonge pour la récupérer. Elle manque se noyer mais est secourue par Jade la Hyène, qui l'emmène dans une caverne où elle se cache. Li Mu Bai et Shu Lien découvrent le repaire et Jade la Hyène passe à l'attaque en projetant des dards empoisonnés. Li Mu Bai les dévie et blesse mortellement la meurtrière de son maître avant de se rendre compte qu'une aiguille l'a touché au cou. Jiao Long court chercher de quoi fabriquer un antidote tandis que Li Mu Bai, sentant ses forces décliner, confesse son amour à Shu Lien avant de mourir dans ses bras. Jiao Long se rend ensuite à Wudang et, après une nuit passée avec Nuage Noir, lui demande de faire un vœu et se jette du haut de la montagne.

## Fiche technique
- Titre original chinois (et transcription en hanyu pinyin) : 臥虎藏龍, Wò Hǔ Cáng Lóng
- Titre original anglais : Crouching Tiger, Hidden Dragon
- Titre français : Tigre et Dragon
- Réalisation : Ang Lee
- Scénario : Hui-Ling Wang, James Schamus et Kuo Jung Tsai, d'après le roman de Wang Dulu
- Musique : Tan Dun
- Direction artistique : Jian-Quo Wang, Bin Zhao, Eddy Wong, Xing-Zhan Yang et Zhanjia Yang
- Décors : Timmy Yip
- Costumes : Timmy Yip
- Photographie : Peter Pau
- Son : Robert Fernandez, Reilly Steele
- Montage : Tim Squyres
- Production : Ang Lee, Li-Kong Hsu et William Kong

Production exécutive : Er-Dong Liu et Wai Sum Shia
Production déléguée : James Schamus et David Linde
Production associée : Bo-Chu Chui et Philip Lee
Coproduction : Ping Dong et Quangang Zheng
Directeur de production : Kelly Miller
- Sociétés de production[1] :
  - Taïwan : Zoom Hunt International Productions Company Ltd.
  - Chine : China Film Co-Production Corporation ; Columbia Pictures Film Production Asia ; United China Vision
  - Hong Kong : Asia Union Film & Entertainment Ltd. ; Edko Films
  - États-Unis : Good Machine ; Prosperity Pictures ; Sony Pictures Classics
- Sociétés de distribution :
  - Hong Kong : Edko Films
  - États-Unis : Sony Pictures Classics
  - France : Warner Bros.
  - Canada : Blackwatch Releasing
- Budget : 17 millions de $[2]
- Pays d'origine :  Taïwan,  Chine,  Hong Kong,  États-Unis
- Langue originale : mandarin
- Format[3] : couleur (Technicolor) - 35 mm - 2,39:1 (Cinémascope) - son Dolby Digital | Dolby Atmos
- Genre : action, aventure, fantastique, arts martiaux, Wu xia pian
- Durée : 120 minutes
- Dates de sortie[4] :
  - Taïwan : 7 juillet 2000 ; 24 février 2001 (réédition)
  - Chine : 8 juillet 2000
  - Hong Kong : 13 juillet 2000 ; 12 janvier 2001 (réédition)
  - États-Unis : 12 janvier 2001
  - France : 4 octobre 2000
  - Suisse Romande : 11 octobre 2000[5]
  - Belgique : 18 octobre 2000
  - Canada : 22 décembre 2000
- Dates de sortie (Festival)[4] :
  - États-Unis : 9 octobre 2000 (Festival du film de New York) ; 12 octobre 2000 (Festival du film d'Austin) ; 3 novembre 2000 (Hawaii International Film Festival) ; 16 juin 2014 (Festival du film de Los Angeles) ; 16 juin 2016 (Provincetown International Film Festival)
  - France : 18 mai 2000 (Festival de Cannes)
  - Belgique : 9 octobre 2000 (Festival du film de Gand)
  - Canada : 10 septembre 2000 (Festival international du film de Toronto)
  - Suisse : 4 août 2016 (Festival international du film de Locarno)
- Classification[6] :
  -  Hong Kong : Ne convient pas aux jeunes et aux enfants (IIB - Catégorie Deux-B)[Note 1].
  -  Chine : Pas de système.
  -  États-Unis : Accord parental recommandé, film déconseillé aux moins de 13 ans (PG-13 - Parents Strongly Cautioned)[Note 2].
  -  France : Tous publics (visa d'exploitation no 100675 délivré le 5 octobre 2000)[7].

## Distribution
- Chow Yun-fat (VF : Patrice Baudrier) : Li Mu Bai
- Michelle Yeoh (VF : Françoise Cadol) : Shu Lien
- Zhang Ziyi (VF : Karine Foviau) : Yu Jiao Long
- Chang Chen (VF : Damien Boisseau) : « Nuage Noir » (Luo Xiao Hu)
- Cheng Pei-pei (VF : Yumi Fujimori) : Jade la Hyène
- Sihung Lung (VF : Jean Negroni) : Seigneur Te (Pei)
- Xian Gao (VF : Jean-François Roubaud) : Bo (Lio)
- Fa Zeng Li (VF : Éric Hémon) : le gouverneur Yu
- Yan Hai (VF : Ivana Coppola) : Madame Yu
- De Ming Wang : l'inspecteur Tsai
- Li Li : May

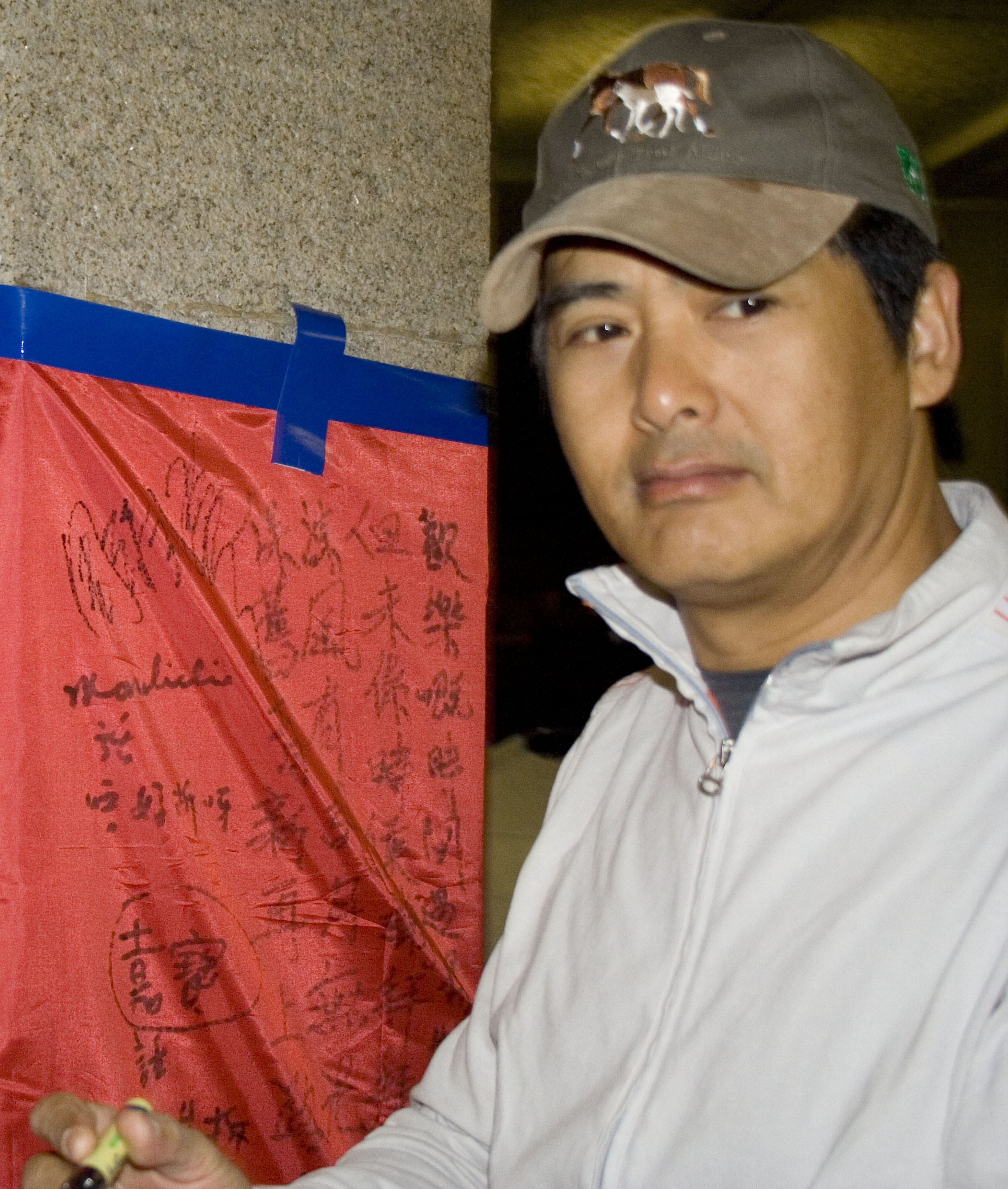
Chow Yun-fat, interprète de Li Mu Bai.

Sources et légende : version française (VF) sur Voxofilm

## Production

### Développement

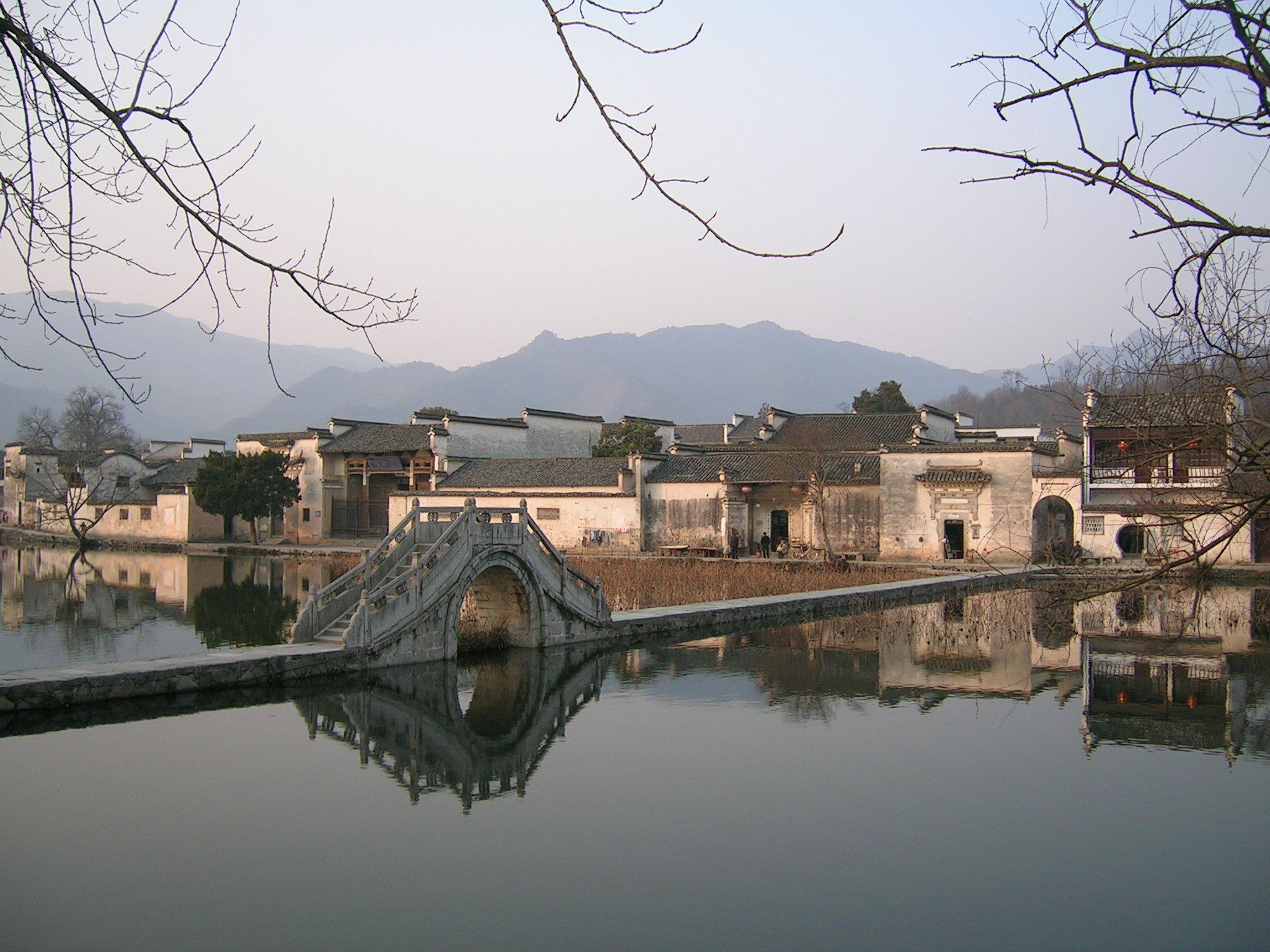
Vue de Hongcun, où a été tournée une partie du film.

Le film est inspiré du roman homonyme de wuxia écrit par Wang Dulu, quatrième partie de la pentalogie de la Grue de fer. Ang Lee lit la pentalogie en 1994 et est particulièrement fasciné par le quatrième volume et par le personnage de Yu Jiao Long. Il décide de l'adapter au cinéma mais dirige auparavant trois autres films avant de se sentir prêt à le faire. Le titre original, Wò Hǔ Cáng Lóng (littéralement en français « Tigre tapi, dragon caché »), est tiré d'un proverbe chinois utilisé pour décrire une situation où des personnes révèlent leurs talents cachés. D'autre part, les noms des personnages de Yu Jiao Long et Luo Xiao Hu contiennent respectivement les caractères chinois signifiant « dragon » (Long) et « tigre » (Hu).
James Schamus, collaborateur régulier de Lee, est chargé d'écrire le scénario. Lee fait un résumé du roman à Schamus car l'œuvre n'est pas traduite en anglais, et de nombreuses adaptations sont faites afin notamment d'étoffer les personnages et les relations entre maître et disciple,. Hui-Ling Wang et Kuo Jung Tsai aident Schamus à réviser les dialogues pour les rendre plus adaptés à la culture chinoise. En effet, le film vise avant tout le public occidental mais sans pour autant s'aliéner les spectateurs orientaux. Le financement du film est difficile et ne peut se faire qu'avec la collaboration de plusieurs sociétés de production originaires de quatre pays différents : la Chine, les États-Unis, Hong Kong et Taïwan.

### Attribution des rôles
Michelle Yeoh est la première actrice à s'engager sur le film. Ang Lee la contacte en 1998 en lui disant qu'il a l'intention de réaliser un « Raison et Sentiments avec des arts martiaux » et qu'elle serait parfaite dans le film. Yeoh, désireuse de travailler avec Lee, accepte très vite la proposition. Jet Li est approché par Lee pour le rôle de Li Mu Bai mais l'acteur doit décliner la proposition en raison de la promesse faite à son épouse qu'il ne tournerait pas de film pendant sa grossesse. Lee propose alors le rôle à Chow Yun-fat, qui est hésitant car il n'a encore jamais tourné dans un film d'époque. Après avoir lu le script, il accepte le rôle et le scénario est modifié pour s'adapter à ses talents d'acteur avec moins de scènes de combats pour son personnage mais une relation plus étoffée et romantique avec Shu Lien.
Pour le personnage de Yu Jiao Long, Lee pense d'abord à Shu Qi mais l'actrice estime qu'il lui faudra trop d'entraînement pour le côté physique du rôle. Zhang Yimou conseille alors à Lee d'engager Zhang Ziyi, qui a une formation de danseuse et est donc à l'aise avec les scènes demandant de la présence physique. Nostalgique du cinéma de son enfance, Lee demande à Cheng Pei-pei, ancienne reine des films de wuxiapian à la fin des années 1960 et héroïne de L'Hirondelle d'or, de jouer le rôle secondaire de Jade la Hyène.
Les acteurs principaux se préparent plusieurs mois avant le film afin de s'entraîner au maniement des armes blanches. Zhang Ziyi prend également des cours de calligraphie tandis que Chow Yun-fat et Michelle Yeoh, dont les langues natales sont respectivement le cantonais et l'anglais, apprennent à maîtriser le mandarin, langue de tournage du film. C'est particulièrement difficile pour Yeoh, qui ne parle presque pas cette langue et apprend ses dialogues en phonétique. Lee est particulièrement exigeant concernant l'emploi de ce langage très précis au niveau des intonations. Par son insistance, il pousse Yeoh quasiment jusqu'aux larmes, alors que Chow Yun-fat doit faire vingt-huit prises d'une même scène le premier jour de tournage ce qui, selon l'acteur, ne lui était jamais arrivé de toute sa carrière.

### Tournage

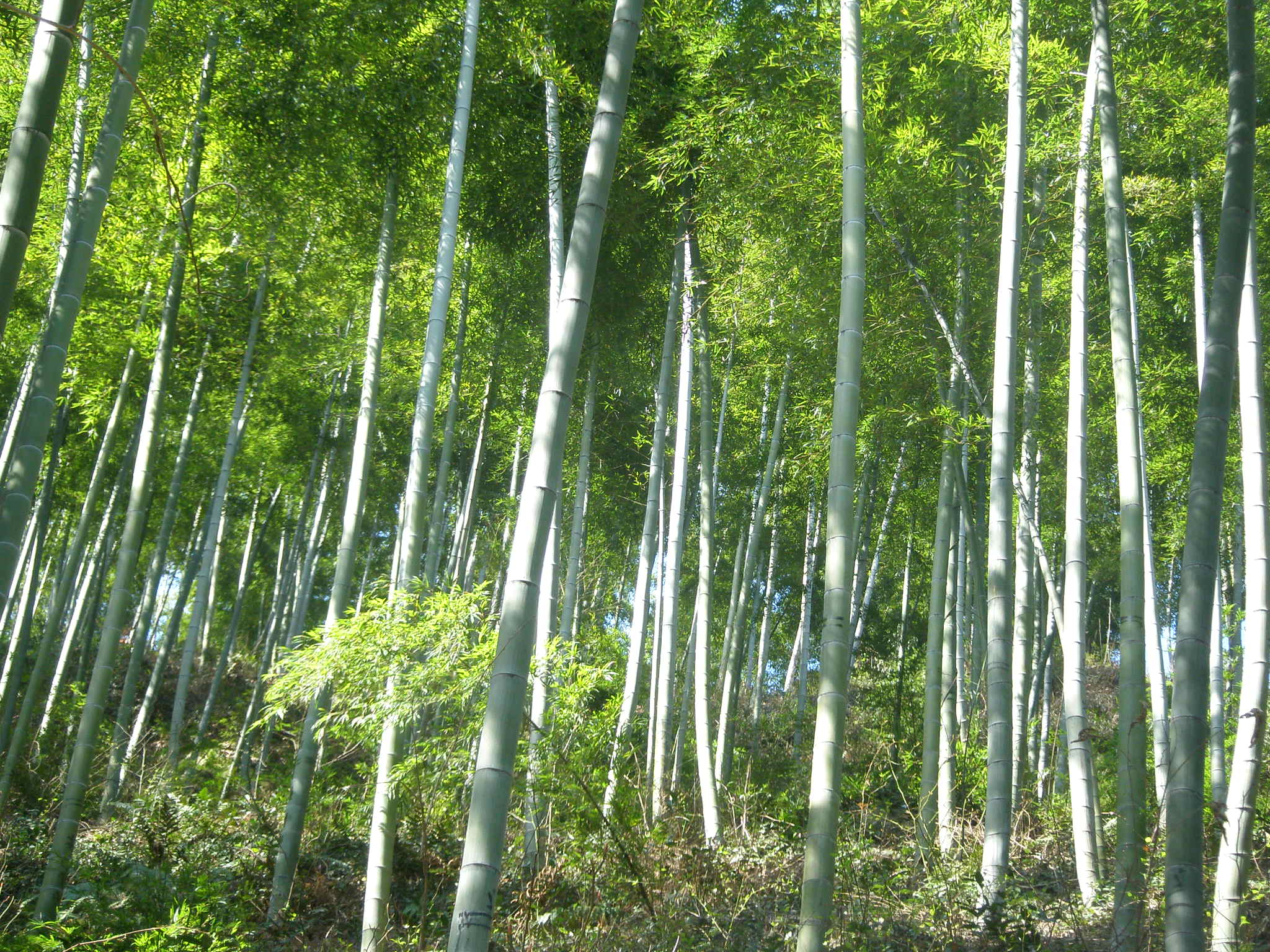
La forêt de bambous d'Anji, où a lieu le combat dans les arbres entre Li Mu Bai et Jiao Long, l'une des scènes du film les plus difficiles à réaliser.

Le tournage du film dure cinq mois, d'août à décembre 1999. Il se déroule entièrement en Chine, à Pékin, dans le sud-ouest du désert du Taklamakan, dans la forêt de bambous d'Anji et dans les monts Huang. Le tournage commence par les scènes dans le désert et des problèmes surviennent dès le début. L'équipe technique du film se perd dans le désert pendant une nuit entière et, dès la deuxième prise, une tempête de sable interrompt le tournage. Il pleut ensuite pendant plusieurs jours dans cette région où la pluie est très rare. Peu après, Michelle Yeoh se blesse gravement au genou en se réceptionnant au sol à la fin des dix jours de tournage que nécessite la première scène d'action. Elle doit être opérée du ligament croisé antérieur et immobilisée pendant quatre semaines. Le combat dans les arbres entre Li Mu Bai et Yu Jiao Long est extrêmement difficile à tourner : une trentaine de techniciens tentent vainement de faire flotter les deux acteurs pendant trois jours avant d'y parvenir. Ang Lee finit le tournage dans un état de fatigue extrême, affirmant par la suite : « Je n'ai pas fait une seule pause en huit mois, pas même pour une demi-journée. J'étais dans un état misérable, je n'avais même plus assez d'énergie pour être heureux ». La dernière scène à être tournée est celle du combat dans le dojo entre Ziyi et Yeoh.
Yuen Woo-ping apporte le savoir-faire qui manque à Ang Lee pour chorégraphier les scènes de combat, dont le tournage prend 80 % de celui du film alors qu'elles occupent 25 % de sa durée. Lee qualifie Woo-ping de « vrai magicien » du tournage et lui rend hommage en ces termes : « Non seulement il innove sans cesse, mais il invente les solutions aux problèmes les plus insolubles. Il maîtrise tous les aspects d'une scène, le montage, le rythme, les mouvements de caméra. Et il n'a, au bout du compte, qu'une ambition : que la scène soit belle. Tout simplement belle ». Woo-ping forme une équipe chargée d'aider les acteurs, qui assurent eux-mêmes la plupart des cascades, à utiliser les câbles et les poulies. En effet, les scènes où les personnages planent et se battent dans les airs ou courent sur les murs sont tournées en accrochant les acteurs à des câbles avec des harnais et en retravaillant numériquement les images en postproduction pour effacer les câbles et quand les prises ne donnent pas l'effet voulu. Jusqu'à trois cents câbles, pour la scène du combat dans la forêt de bambous, sont utilisés pour faire se mouvoir les acteurs.
En dehors de cela, les effets numériques, réalisés par la société Manex Visual Effects, sont utilisés seulement pour les deux vues éloignées de Pékin, l'une de jour et l'autre de nuit, réalisées en infographie. Le directeur de la photographie Peter Pau, engagé pour son expérience des films d'action même si les deux premiers choix d'Ang Lee étaient Gu Changwei et Christopher Doyle, officie également après le tournage en tant que superviseur des effets visuels, la postproduction durant en tout quatre mois (dont sept semaines pour le montage à New York).

## Bande originale
La musique du film, sortie sous le label Sony Classical le 14 novembre 2000, est composée par Tan Dun à Shanghai et est interprétée par l'orchestre symphonique de Shanghai. Les solos de violoncelle, soulignant les passages tristes ou romantiques, sont de Yo-Yo Ma et la chanson A Love Before Time, que l'on peut entendre pendant le générique de fin, est interprétée par Coco Lee. La bande originale est entièrement composée en deux semaines. Tan Dun s'applique à écrire une musique représentant les diverses influences culturelles du film et mélange donc la musique orchestrale occidentale aux instruments traditionnels chinois, Yo-Yo Ma étant chargé d'assurer le lien entre les deux styles. Selon Tan Dun, les solos de violoncelle de Yo-Yo Ma apportent un romantisme qui sert de fil conducteur au film

## Accueil

### Sortie du film et box-office

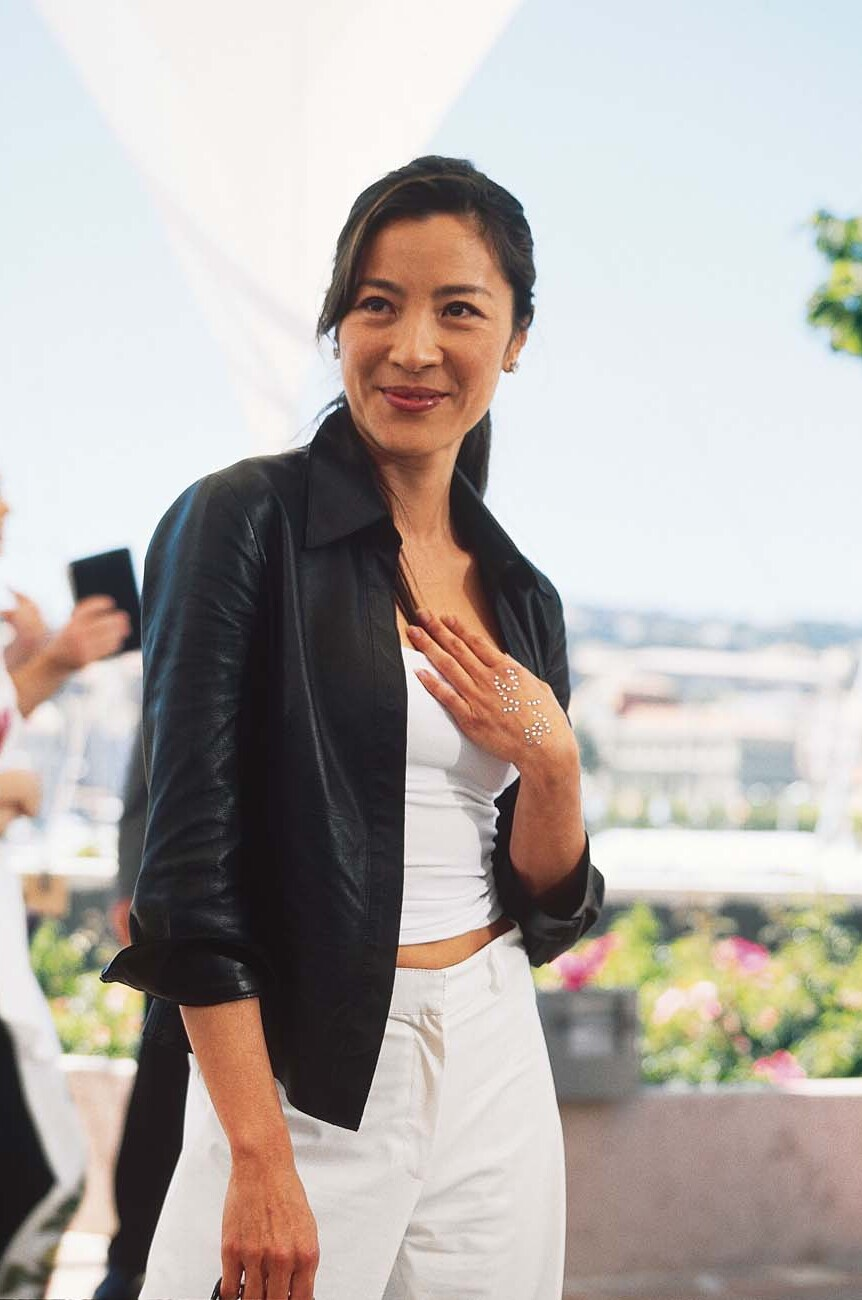
Michelle Yeoh à Cannes en 2000 pour la première du film.

Le film est présenté pour la première fois en public le 16 mai 2000, hors compétition lors du Festival de Cannes, le critique Todd McCarthy notant la façon dont le public avait retenu son souffle pendant la première scène d'action et la formidable ovation l'ayant saluée. Il sort ensuite dans différents pays d'Asie à partir du mois de juillet, en Europe à partir du mois d'octobre et en Amérique du Nord au mois de décembre. Il est également projeté à l'occasion de plusieurs festivals, dont notamment le Festival international du film de Toronto (10 septembre), le New York Film Festival (9 octobre), le Festival international du film de Flandre-Gand (13 octobre) et le Festival international du film de Tokyo (1er novembre).
Il est un très grand succès commercial, rapportant 213 525 736 $ au box-office (dont 128 078 872 $ aux États-Unis et au Canada). Ces chiffres le placent au 19e rang des films sortis en 2000 ayant réalisé le plus de recettes au box-office.
Au sein de la francophonie, il attire dans les salles de cinéma 1 825 687 spectateurs en France, 377 427 au Québec, 162 279 en Suisse et 98 055 en Belgique. Dans les autres pays, il réalise 23 712 403 entrées aux États-Unis, 2 142 550 au Royaume-Uni, 1 542 604 en Espagne, 1 228 486 en Argentine, 866 700 en Italie, 864 649 en Allemagne, 333 152 en Suède, 250 462 en Pologne, 210 978 en Turquie, 198 303 en Finlande, 180 000 en Grèce, 171 914 aux Pays-Bas, 126 626 en République tchèque, 121 669 au Danemark et 115 506 en Autriche,.
Le succès commercial inattendu du film engendre un regain d'intérêt pour le genre du wuxiapian qui était en perte de vitesse depuis la crise économique asiatique de 1997, le seul film notable du genre ayant été tourné entre-temps étant L'Empereur et l'Assassin (1998). Après Tigre et Dragon, plusieurs films de wuxia sont sortis, notamment La Légende de Zu (2001), Musa, la princesse du désert (2001), Hero (2002), Le Secret des poignards volants (2004), Seven Swords (2005), La Légende du scorpion noir (2006), La Cité interdite (2007), Les Seigneurs de la guerre (2007) et Les Trois Royaumes (2008).

### Accueil critique
Tigre et Dragon a été acclamé par la critique, recueillant 97 % de critiques positives, avec une note moyenne de 8,6⁄10 et sur la base de 150 critiques collectées, sur le site internet Rotten Tomatoes. Il obtient un score de 93⁄100, sur la base de 31 critiques collectées, sur Metacritic. En 2008, le magazine Empire l'a classé à la 497e place dans sa liste des 500 meilleurs films de tous les temps.
Roger Ebert, du Chicago Sun-Times, donne au film 4 étoiles sur 4, affirmant que c'est « le film d'arts martiaux le plus vivifiant » qu'il ait vu, comprenant des scènes d'action « d'une beauté et d'une audace surprenantes » et où « la profondeur et la poésie de l'histoire… a une essence triste, romantique et même spirituelle ». Pour Bob Graham, du San Francisco Chronicle, il s'agit du « film de l'année », qui « ne traite pas seulement des sujets de la maîtrise et de la discipline mais est leur incarnation ». Le génie chorégraphique de Yuen Woo-ping « élève le film jusqu'à la stratosphère » et Zhang Ziyi et Cheng Pei-pei arrivent à voler la vedette à Chow Yun-fat et Michelle Yeoh. Desson Howe, du Washington Post, souligne les rebondissements « magnifiquement imprévisibles » du scénario, « la grâce et la puissance » des personnages et « la chorégraphie aérienne » des combats qui en font « le film le plus merveilleux de l'année au niveau visuel ». Todd McCarthy, de Variety, évoque « une merveilleuse et, par moments, palpitante réussite » où « l'intelligence et l'humour s'ajoutent à une histoire mélodramatique d'intrigues et de vengeance complétée par une extraordinaire série de combats ». Il met aussi en avant les interprétations « exemplaires » des acteurs principaux et la bande originale « supérieure et inventive ». Et Lisa Schwartzbaum, d’Entertainment Weekly, donne au film la note de « A », le qualifiant d'« élégant et romantique, sauvage et serein, féministe et osé » où « la capacité de Lee à créer une profondeur psychologique rivalise avec les combats stupéfiants ». Amy Taubin, du Village Voice, délivre une des rares critiques négatives, estimant que malgré les « décors et costumes somptueux », le film est « soporifique » en dehors de ses scènes d'action, Lee ayant selon elle échoué à restituer les conflits intérieurs des personnages.
En Chine, à Hong Kong et à Taïwan, le film a été bien accueilli et reconnu comme un très bon film de wuxiapian mais sans l'enthousiasme débordant que lui ont réservé les pays occidentaux. Quelques critiques ont été émises au niveau de l'accent des personnages principaux.
En France, l'accueil critique a été enthousiaste, le film obtenant une moyenne de 4,8 étoiles sur 5 pour les critiques de la presse sur le site Allociné. Thomas Sotinel, du Monde, évoque « un film d'une constante beauté d'où s'exhalent une tristesse sans amertume et le bonheur d'une chose bien dite » ; Gérard Delorme, de Première des décors et costumes « sublimes » et des « scènes d'action provoquant une euphorie irrésistible ». Pour Jean-Claude Loiseau, de Télérama, Ang Lee « déroule son histoire comme un rituel méticuleux, sur un rythme d'une élégance sereine » et « prend le risque, parfois, de suspendre le tourbillon d'événements pour mieux disséquer les tourments de ses héros », alors que les « moments de virtuosité en apesanteur hissent le film un cran au-dessus de ses péripéties ». François Armanet, de Libération, estime qu'Ang Lee « accède à l'harmonie » « en se pliant aux codes et aux conventions du wuxiapian » et que « les confrontations les plus palpitantes se jouent dans les assauts d'élégance que se livrent les deux héroïnes. Les passes d'épée et de sabre vibrent comme des échanges amoureux, les étreintes guerrières dessinent le choc de deux tempéraments. Un chassé-croisé littéralement à fleur de peau ». Pour Baptiste Piegay, des Cahiers du cinéma, « en s’affranchissant des lois de la gravité, Tigre et Dragon tente de repousser les limites du réalisme » et « le numérique donne au film une élégance narquoise. Il offre une liberté infinie de postures, et le réalisateur trouve les solutions scénographiques pour les capter », Ang Lee créant « une tension matricielle entre la contrainte du wuxiapian et un fantasme d’émancipation. Il s’appuie sur les attributs prosaïques du réel (les murs, les arbres, l’eau) et s’en joue. Le beau travail sur le son, souffle léger, participe de cette décontextualisation du réel ». Vincent Ostria, des Inrockuptibles, trouve que c'est « le plus ébouriffant des films de chevalerie de ces dix dernières années. Somptueux paysages - une Chine d'une splendeur jamais vue -, excellents et séduisants acteurs venus de Chine, Hong Kong et Taïwan, combats traditionnels à couper le souffle, scénario mouvementé et bourré de rebondissements » mais regrette que « la limpidité formelle, l'homogénéité narrative et la densité romanesque privent ce film de la force chthonienne, du dynamisme brut et de l'abstraction calligraphique des meilleures réalisations hongkongaises ou taïwanaises d'antan ». Plus nuancé, Pascal Mérigeau, du Nouvel Observateur, « attend les scènes d'action avec délectation et gourmandise, car le reste semble souvent bien long ». Lorenzo Codelli, de Positif, trouve qu'Ang Lee « dirige les deux tiers du film en traînant les pieds » mais que les combats mis en scène par Yuen Woo-ping sont « un véritable délice ».
En Belgique, Fabienne Bradfer, du Soir, évoque « un beau et grand divertissement à couper le souffle où les thématiques habituelles du cinéaste restent centrales » car « au film de sabre traditionnel, Ang Lee ajoute l'ampleur d'une histoire solide et des caractères forts. Les combats ne sont pas de simples échanges de coups, mais une façon pour les personnages d'exprimer la singularité de leur situation et de leurs sentiments. Rien n'est blanc ou noir, tout est nuance et se veut initiatique ».

## Distinctions
Le film a remporté de nombreuses récompenses, dont notamment quatre Oscars (sur dix nominations), deux Golden Globes (sur trois nominations), quatre BAFTA Awards (sur quatorze nominations) et huit Hong Kong Film Awards (sur seize nominations) ainsi que le prix Hugo du meilleur long métrage.
Cette section récapitule les principales récompenses et nominations obtenues par le film. Pour une liste plus complète, se référer à l'Internet Movie Database.

### Récompenses
| Année                                          | Cérémonie ou récompense                         | Prix                                          | Lauréat(es) |
| ---------------------------------------------- | ----------------------------------------------- | --------------------------------------------- | ----------- |
| 2000                                           |                                                 |                                               |             |
| Golden Horse Film Festival and Awards          | Meilleur film                                   |                                               |             |
| Golden Horse Film Festival and Awards          | Meilleur montage                                | Tim Squyres                                   |             |
| Golden Horse Film Festival and Awards          | Meilleure musique originale                     | Tan Dun                                       |             |
| Golden Horse Film Festival and Awards          | Meilleure chorégraphie de scènes d'action       | Yuen Woo-ping                                 |             |
| Golden Horse Film Festival and Awards          | Meilleurs effets sonores                        | Eugene Gearty                                 |             |
| Golden Horse Film Festival and Awards          | Meilleurs effets visuels                        | Leo Lo et Rob Hodgson                         |             |
| Festival international du film de Toronto      | Prix du public                                  |                                               |             |
| Festival international du film de Flandre-Gand | Meilleure musique                               | Tan Dun                                       |             |
| Festival international du film de Bergen       | Prix du public                                  |                                               |             |
| NBR Award                                      | Meilleur film en langue étrangère               |                                               |             |
| 2001                                           |                                                 |                                               |             |
| Oscars du cinéma                               | Meilleur film en langue étrangère               |                                               |             |
| Oscars du cinéma                               | Meilleurs décors                                | Timmy Yip                                     |             |
| Oscars du cinéma                               | Meilleure photographie                          | Peter Pau                                     |             |
| Oscars du cinéma                               | Meilleure musique                               | Tan Dun                                       |             |
| Golden Globes                                  | Meilleur film étranger                          |                                               |             |
| Golden Globes                                  | Meilleur réalisateur                            | Ang Lee                                       |             |
| BAFTA Awards                                   | Meilleur film étranger                          |                                               |             |
| BAFTA Awards                                   | Meilleur réalisateur                            | Ang Lee                                       |             |
| BAFTA Awards                                   | Meilleurs costumes                              | Timmy Yip                                     |             |
| BAFTA Awards                                   | Meilleure musique                               | Tan Dun                                       |             |
| Hong Kong Film Awards                          | Meilleur film                                   |                                               |             |
| Hong Kong Film Awards                          | Meilleur réalisateur                            | Ang Lee                                       |             |
| Hong Kong Film Awards                          | Meilleure photographie                          | Peter Pau                                     |             |
| Hong Kong Film Awards                          | Meilleure musique                               | Tan Dun                                       |             |
| Hong Kong Film Awards                          | Meilleure actrice dans un second rôle           | Cheng Pei-pei                                 |             |
| Hong Kong Film Awards                          | Meilleure chorégraphie de scènes d'action       | Yuen Woo-ping                                 |             |
| Hong Kong Film Awards                          | Meilleure chanson                               | Coco Lee pour A Love Before Time              |             |
| Hong Kong Film Awards                          | Meilleur son                                    | Eugene Gearty                                 |             |
| Prix Hugo                                      | Meilleur long métrage                           |                                               |             |
| Saturn Awards                                  | Meilleur film d'action, d'aventures ou thriller |                                               |             |
| Satellite Awards                               | Meilleur film étranger                          |                                               |             |
| Directors Guild of America Awards              | Meilleur réalisateur                            | Ang Lee                                       |             |
| Independent Spirit Awards                      | Meilleur film                                   |                                               |             |
| Independent Spirit Awards                      | Meilleur réalisateur                            | Ang Lee                                       |             |
| Independent Spirit Awards                      | Meilleure actrice dans un second rôle           | Zhang Ziyi                                    |             |
| MTV Movie Awards                               | Meilleur combat                                 | Jiao Long contre les clients de la taverne    |             |
| Critics' Choice Movie Awards                   | Meilleur film étranger                          |                                               |             |
| Australian Film Institute Awards               | Meilleur film étranger                          |                                               |             |
| 2002                                           |                                                 |                                               |             |
| Grammy Awards                                  | Meilleure bande originale de film               | Tan Dun                                       |             |
| Prix Nebula                                    | Meilleur scénario                               | Hui-Ling Wang, James Schamus et Kuo Jung Tsai |             |

### Nominations
| Année                      | Cérémonie ou récompense               | Prix                                                                   | Nommé(es)                        |
| -------------------------- | ------------------------------------- | ---------------------------------------------------------------------- | -------------------------------- |
| 2000                       |                                       |                                                                        |                                  |
| Golden Horse Film Festival | Meilleur réalisateur                  | Ang Lee                                                                |                                  |
| Golden Horse Film Festival | Meilleure actrice                     | Michelle Yeoh                                                          |                                  |
| Golden Horse Film Festival | Meilleure actrice                     | Zhang Ziyi                                                             |                                  |
| Golden Horse Film Festival | Meilleur scénario adapté              | Hui-Ling Wang, James Schamus et Kuo Jung Tsai                          |                                  |
| Golden Horse Film Festival | Meilleure photographie                | Peter Pau                                                              |                                  |
| Golden Horse Film Festival | Meilleurs décors                      | Timmy Yip                                                              |                                  |
| Golden Horse Film Festival | Meilleurs costumes et maquillages     | Timmy Yip                                                              |                                  |
| Prix du cinéma européen    | Meilleur film non-européen            |                                                                        |                                  |
| 2001                       |                                       |                                                                        |                                  |
| Oscars du cinéma           | Meilleur film                         |                                                                        |                                  |
| Oscars du cinéma           | Meilleur réalisateur                  | Ang Lee                                                                |                                  |
| Oscars du cinéma           | Meilleur scénario adapté              | Hui-Ling Wang, James Schamus et Kuo Jung Tsai                          |                                  |
| Oscars du cinéma           | Meilleurs costumes                    | Timmy Yip                                                              |                                  |
| Oscars du cinéma           | Meilleur montage                      | Tim Squyres                                                            |                                  |
| Oscars du cinéma           | Meilleure chanson originale           | A Love Before Time                                                     |                                  |
| Golden Globes              | Meilleure musique                     | Tan Dun                                                                |                                  |
| BAFTA Awards               | Meilleur film                         |                                                                        |                                  |
| BAFTA Awards               | Meilleure actrice                     | Michelle Yeoh                                                          |                                  |
| BAFTA Awards               | Meilleure actrice dans un second rôle | Zhang Ziyi                                                             |                                  |
| BAFTA Awards               | Meilleur scénario adapté              | Hui-Ling Wang, James Schamus et Kuo Jung Tsai                          |                                  |
| BAFTA Awards               | Meilleure photographie                | Peter Pau                                                              |                                  |
| BAFTA Awards               | Meilleurs décors                      | Timmy Yip                                                              |                                  |
| BAFTA Awards               | Meilleur son                          | Drew Kunin, Reilly Steele, Eugene Gearty et Robert Fernandez           |                                  |
| BAFTA Awards               | Meilleurs maquillages et coiffures    | Yun Ling-Man et Siu-Mui Chau                                           |                                  |
| BAFTA Awards               | Meilleur montage                      | Tim Squyres                                                            |                                  |
| BAFTA Awards               | Meilleurs effets visuels              | Rob Hodgson, Leo Lo, Jonathan Styrlund, Bessie Cheuk et Travis Baumann |                                  |
| Hong Kong Film Awards      | Meilleur acteur                       | Chow Yun-fat                                                           |                                  |
| Hong Kong Film Awards      | Meilleure actrice                     | Michelle Yeoh                                                          |                                  |
| Hong Kong Film Awards      | Meilleure actrice dans un second rôle | Zhang Ziyi                                                             |                                  |
| Hong Kong Film Awards      | Meilleur acteur dans un second rôle   | Chang Chen                                                             |                                  |
| Hong Kong Film Awards      | Meilleur scénario                     | Hui-Ling Wang, James Schamus et Kuo Jung Tsai                          |                                  |
| Hong Kong Film Awards      | Meilleur montage                      | Tim Squyres                                                            |                                  |
| Hong Kong Film Awards      | Meilleurs décors                      | Timmy Yip                                                              |                                  |
| Hong Kong Film Awards      | Meilleurs costumes et maquillages     | Timmy Yip                                                              |                                  |
| Saturn Awards              | Meilleur réalisateur                  | Ang Lee                                                                |                                  |
| Saturn Awards              | Meilleur acteur                       | Chow Yun-fat                                                           |                                  |
| Saturn Awards              | Meilleure actrice                     | Michelle Yeoh                                                          |                                  |
| Saturn Awards              | Meilleure actrice dans un second rôle | Zhang Ziyi                                                             |                                  |
| Saturn Awards              | Meilleur scénario                     | Hui-Ling Wang, James Schamus et Kuo Jung Tsai                          |                                  |
| Saturn Awards              | Meilleure musique                     | Tan Dun et Yo-Yo Ma                                                    |                                  |
| Saturn Awards              | Meilleurs costumes                    | Timmy Yip                                                              |                                  |
| Satellite Awards           | Meilleur réalisateur                  | Ang Lee                                                                |                                  |
| Satellite Awards           | Meilleure photographie                | Peter Pau                                                              |                                  |
| Satellite Awards           | Meilleurs décors                      | Timmy Yip                                                              |                                  |
| Satellite Awards           | Meilleurs costumes                    | Timmy Yip                                                              |                                  |
| Satellite Awards           | Meilleur montage                      | Tim Squyres                                                            |                                  |
| Satellite Awards           | Meilleur son                          | Eugene Gearty                                                          |                                  |
| Writers Guild of America   | Meilleur scénario adapté              | Hui-Ling Wang, James Schamus et Kuo Jung Tsai                          |                                  |
| Empire Awards              | Meilleur film                         |                                                                        |                                  |
| Empire Awards              | Meilleur réalisateur                  | Ang Lee                                                                |                                  |
| MTV Movie Awards           | Meilleur film                         |                                                                        |                                  |
| MTV Movie Awards           | Meilleure révélation féminine         | Zhang Ziyi                                                             |                                  |
| Critics Choice Awards      | Meilleur film                         |                                                                        |                                  |
| 2002                       | Grammy Awards                         | Meilleure chanson de film                                              | Coco Lee pour A Love Before Time |

## Analyse

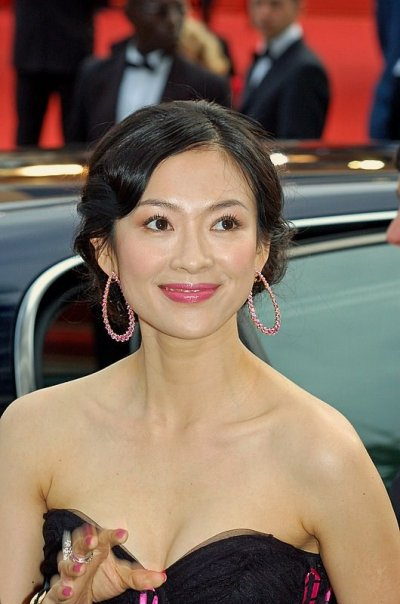
Le personnage de Jiao Long interprété par Zhang Ziyi est déchiré entre ses désirs et ses obligations.

Dans leurs analyses du film, Kenneth Chan et Rong Cai mettent en avant les restrictions imposées aux trois personnages féminins principaux par le patriarcat et les conséquences qui en résultent. L'amertume de Jade la Hyène envers les limitations qui lui sont imposées la pousse sur la voie d'une rébellion ouverte. Jiao Long est pour sa part déchirée entre son souhait d'être acceptée et respectée par sa famille et la société et son désir d'être libre. Cette envie de liberté conduit ces deux femmes à des actions qui menacent la position de supériorité masculine en place dans la société. Cette suprématie masculine est assumée en excluant les femmes des plus hautes formes d'arts martiaux et le fait que l'épée « Destinée » soit transmise de maître à élève et utilisée uniquement par des hommes (jusqu'à son vol par Jiao Long) fait d'elle un symbole phallique d'autorité masculine. Le vol de l'épée par Jiao Long et son désir de s'en servir représente son souhait de parvenir à la fois à la liberté et au pouvoir que Li Mu Bai détient. D'un autre côté, Shu Lien, bien que menant une vie aventureuse, adhère strictement au code moral et aux traditions de la société patriarcale. Elle respecte le privilège masculin et tente de persuader Jiao Long de se conformer à ce qu'on attend d'elle. En partant en quête de l'épée qui représente le pouvoir masculin pour la rendre aux hommes, elle réaffirme implicitement le statu quo de la société patriarcale. Elle réprime par ailleurs consciemment son amour pour Li Mu Bai, faisant passer ses obligations avant ses désirs.
La mort de certains des personnages principaux semble réaffirmer la structure patriarcale de la société. L'exemple le plus parlant en est la mort de Jade la Hyène, dont les actes commis en réaction au statut d'inférieure auquel on a voulu la maintenir la conduisent à la mort par la main de Li Mu Bai, principal représentant du patriarcat dans le film. Li Mu Bai lui-même meurt peu après empoisonné par Jade la Hyène mais sa mort peut pratiquement être considérée comme un sacrifice visant à sauver Jiao Long et la ramener à la raison Le suicide de Jiao Long qui clôt le film peut ainsi être vu comme un acte de repentir et une punition pour ses désirs l'ayant détournée du droit chemin. Il symbolise d'autre part le caractère désespéré de sa quête de liberté. Elle se rend compte que le mariage serait pour elle un enfermement mais que la liberté qu'elle recherche a causé la mort de quelqu'un, et son amour pour « Nuage Noir » exige d'elle qu'elle renonce à ce qu'elle a toujours désiré.

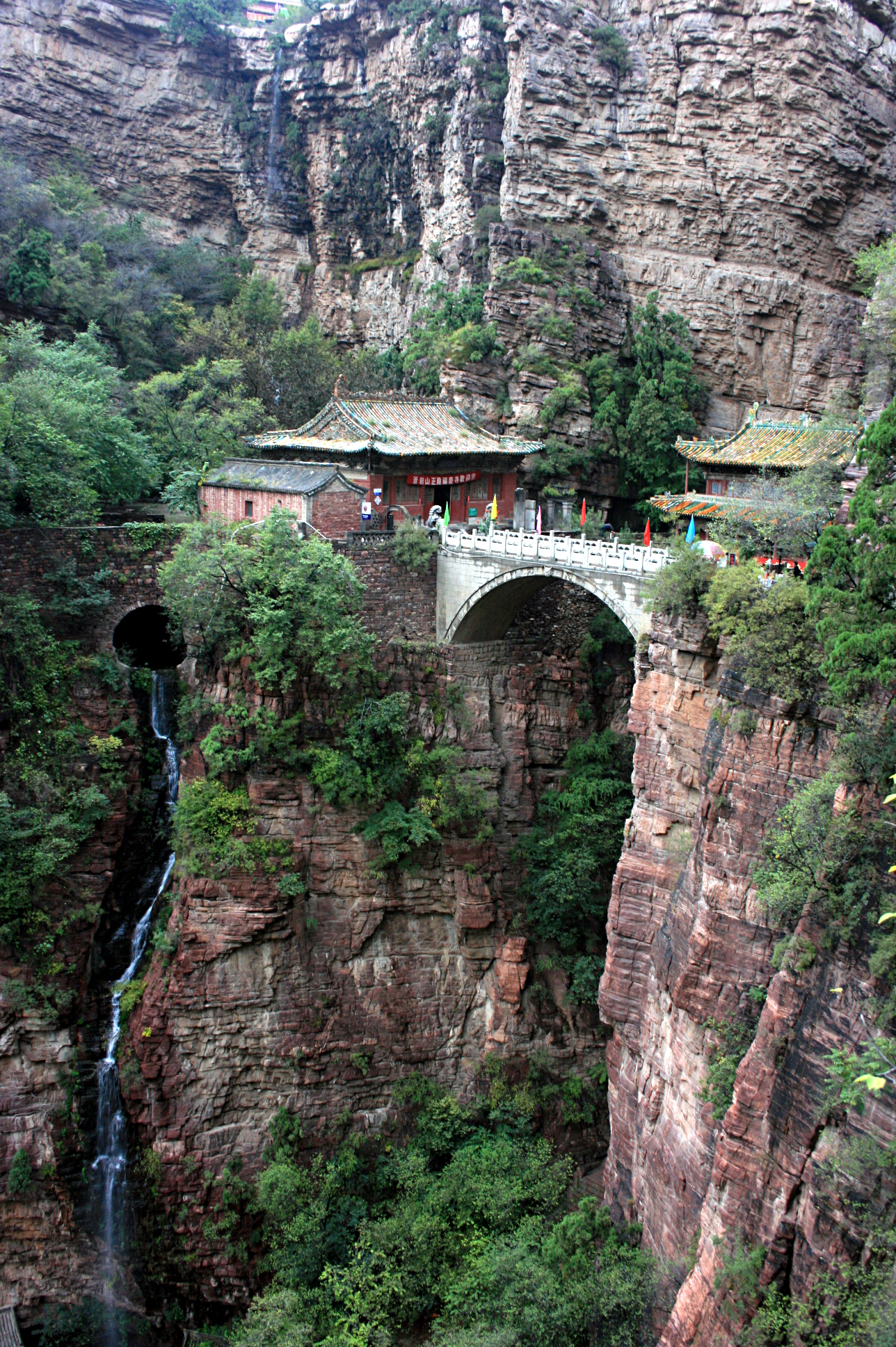
Le pont du mont Cangyan où a été tournée la dernière scène du film.

Mais, dans cette société dominée par les hommes, ce sont les femmes qui forment le cœur du film, et notamment Jiao Long, qui est pour Ang Lee « le dragon caché, rebelle et séduisante, créatrice et séductrice à la fois. Elle représente l'énigme de la vie ». Jiao Long rejette les deux modèles féminins que sont Jade la Hyène et Shu Lien : Jade la Hyène représente le Lu-Lin, le monde des hors-la-loi, mais les crimes qu'elle commet poussent Jiao Long à refuser cette liberté que le Lu-Lin lui offre ; Shu Lien vit dans le Jiang Hu, le monde des chevaliers errants, mais ce monde n'est pas exempt du respect des conventions sociales et Jiao Long ne peut s'y conformer. Entre le sacrifice de soi de Shu Lien et le ressentiment de Jade la Hyène, Jiao Long choisit d'exprimer son désir pour les hommes d'une autre manière. Elle entretient avec eux des rapports fondés sur le conflit et symbolisés par deux objets, l'épée et le peigne, qui représentent respectivement la masculinité et la féminité et qu'elle dérobe pour le premier ou qui lui est dérobé pour le deuxième. Jiao Long engage une lutte féroce pour la possession de ces deux objets avec deux hommes différents, Li Mu Bai et Luo Xiao Hu, l'un voulant être son maître et l'autre son amant mais tous les deux engageant avec elle un rapport de séduction. Les combats où ils cherchent à la maîtriser sont lourds de tension sexuelle et les lieux où ils se déroulent ne sont pas anodins. Le désert est un lieu vierge de toute autorité où peuvent s'épanouir les sentiments interdits entre Jiao Long et Lu Xiao Hu. Ces sentiments interdits sont pour Ang Lee symbolisés par le vert de la forêt de bambous, où Li Mu Bai et Jiao Long livrent leur combat comme une partie de cache-cache, laissant deviner leur désir dans leurs visages partiellement voilés par les feuillages. Ainsi, la nouvelle génération féminine représentée par Jiao Long trouve sa propre voie entre la révolte et la soumission de la génération précédente et accède à l'émancipation. Le saut final dans le vide de Jiao Long peut de cette façon être interprété comme une libération. Elle s'est débarrassée du conflit intérieur qui la divisait et a atteint le bonheur, ce que semble confirmer son visage serein et le ralenti de l'image transformant sa chute en un vol gracieux,.

## Éditions en vidéo et produits dérivés

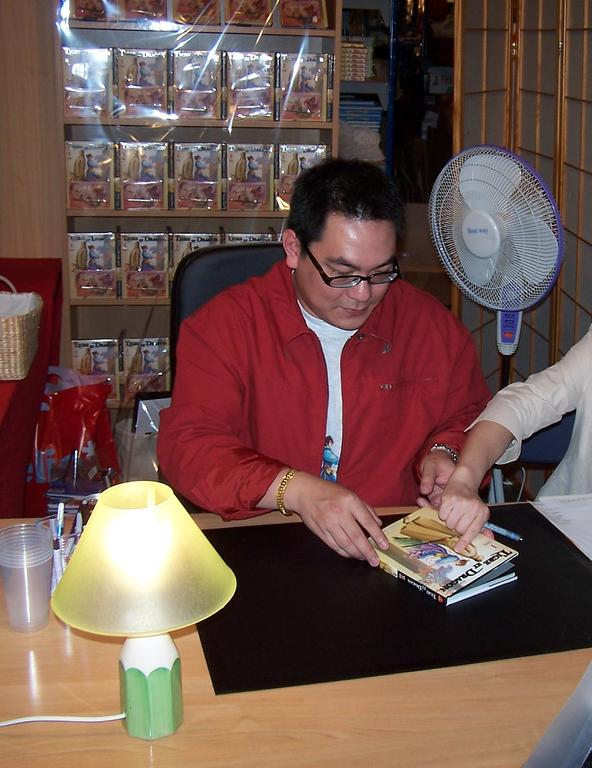
Andy Seto dédicaçant un manhua de Tigre et Dragon

Sur le marché vidéo, Tigre et Dragon est distribué en DVD le 5 juin 2001 en région 1 et le 7 juin 2001 en région 2. Il comprend un commentaire audio d'Ang Lee et James Schamus ainsi que plusieurs bonus, dont le making-of du film et des interviews de Michelle Yeoh et Tan Dun. La version en disque Blu-ray, sur laquelle figure les mêmes bonus, est sortie le 27 juillet 2010 en région 1 et n'est pas encore sortie en région 2 au début de l'année 2012.
À la suite du succès du film, une série télévisée taïwanaise reprenant l'intrigue des romans de Wang Dulu est produite en 2001. Un montage de scènes de cette série est réalisé à l'intention du public occidental pour constituer un film d'une durée de 228 minutes qui sort directement en DVD en 2004 sous le nom de New Crouching Tiger, Hidden Dragon. Ce film, malgré sa fidélité à l'intrigue des romans, est jugé sévèrement par la critique, en raison de la faiblesse des scènes de combats et des effets spéciaux et sonores mais aussi du jeu des acteurs.
Un jeu vidéo d'action-aventure édité par Ubisoft du même nom que le film est sorti en 2003 sur PlayStation 2, Xbox et Game Boy Advance. Il a été noté médiocrement dans ses versions PS2 et Xbox, et un peu mieux dans sa version Gameboy.
Une série de manhua en douze volumes, également nommée Tigre et Dragon, est dessinée par Andy Seto et éditée par ComicsOne entre décembre 2002 et décembre 2005. La série est publiée en France par Tonkam à partir de 2004 mais est interrompue au bout de 8 tomes.

## Suite
Il est annoncé, en janvier 2013, que le tournage d'une suite, basée sur Chevalier d'acier et vase d'argent, le cinquième et dernier volume de la Pentalogie de la Grue d'Acier, débuterait en mai 2013. Le film est produit par Harvey Weinstein et le scénario écrit par John Fusco. Le réalisateur Ronny Yu était en pourparlers pour le diriger. The Weinstein Company annonce en mai 2013 que le début du tournage est prévu pour mars 2014. Crouching Tiger Hidden Dragon II - The Green Destiny (littéralement, en français : « Tigre tapi Dragon caché II - La Destinée verte ») est réalisé par Yuen Woo-ping, et Michelle Yeoh reprend le rôle de Shu Lien alors que Donnie Yen interprète le principal rôle masculin. La sortie du film, d'abord programmée pour le 28 août 2015 dans des salles de cinéma IMAX et sur Netflix, est repoussée au premier trimestre 2016 sous le nom international de Crouching Tiger, Hidden Dragon: Sword of Destiny (en français : Tigre et Dragon 2).